# Daoulas
Daoulas é uma comuna francesa na região administrativa da Bretanha, no departamento Finisterra. Estende-se por uma área de 5,41 km². Em 2010 a comuna tinha 1 847 habitantes (densidade: 341,4 hab./km²).